# オハイオ州の歴史
オハイオ州の歴史（英: History of Ohio）では、アメリカ合衆国オハイオ州となった地域について、主にヨーロッパ人が入ってきた時代から20世紀初めにかけての歴史を概説する。

## 前史
最初に現在のオハイオ州に入ってきたのは、紀元前13,000年頃、パレオ・インディアン文化の担い手である人々であった。やがて、かれらは古期文化の担い手の人々に代わられた。古期は一般に前期、中期、後期に細分される。研究者の多くはオハイオ州の古期前期の人々は一般に移動性の狩猟採集民だったと考えている。古期中期の遺跡はあまり発見されていないために、その文化や担い手である人々がだれなのか解明するのは困難である。これまでも渓谷の深い場所にあるので、人目につきにくく、なかなか遺跡が発見されなかった。
古期後期で注目に値する変化は、自給自足経済の発展と古期の文化が地域分化したということが特筆される。オハイオ州では、南西部のメイプルクリーク文化、西部（特に北西部）のグラシアル・ケイム文化および北部の大半を占めるレッド・オーカー文化とオールド・カッパー文化が挙げられる。現在のリッキング郡にあるフリント・リッジは、重要な資源であり、交易品であるフリントを産出していた。フリント・リッジ産のフリントから加工された石器は、東は、大西洋岸から、西は、カンザスシティまで、また南はルイジアナでも発見されており、先史時代の交易が各地域の文化を結び付けていたことを示している。
紀元前800年頃、古期後期の文化はアデナ文化の人々に代わられた。アデナ人は「マウンドビルダー」として知られている。オハイオ州には、何千基といった多数の墳丘墓が残されている。アデナ文化に続いて、ホープウェル文化（西暦100年頃から400年頃）、さらに後にフォート・エンシェント文化の時代となる。当初、研究者の多くはオハイオ州アダムズ郡にあるサーペント・マウンドをアデナ文化のマウンドだと考えた。これはアメリカ合衆国でも最大の形象墳（エフィジー・マウンド）であり、オハイオ州でも最も良く知られた史跡の一つとなっている。より新しい時期のフォート・エンシェント文化の人々が築造した可能性もある。

## 初期の歴史的先住民族
最初のヨーロッパ人が北アメリカに到着したとき、アメリカ州の先住民族（アメリカン・インディアン）は毛皮の交易を始めた。イロコイ連邦がニューヨーク地域でビーバーやその他の獲物を激減させ、ビーバー戦争と呼ばれる戦争を始め、当時テネシー地域に散会していた開拓地を破壊した。エリー湖岸にいたエリー族はビーバー戦争の間の1650年代に実質的に排除された。その後。オハイオの土地はイロコイ族が猟場として領有権を主張した。オハイオは数十年間ほとんど住民のいない時期が続いた。
大西洋岸に拡大するヨーロッパ植民地の人口増加によって、幾つかの先住民族は1730年代までにオハイオに住む場所を変えることを余儀なくされた。東部からレナペ族やショーニー族が到着し、北部からはワイアンドット族やオタワ族がやってきた。マイアミ族は現在の西部オハイオに住んだ。ミンゴ族は西に移動してオハイオに入ったイロコイ族であった。

## ヨーロッパ人による植民地化
18世紀、フランスは交易基地を作って地域の毛皮交易を支配した。クリストファー・ギストはオハイオを旅し記述した最初の英語を話す探検家だった。ジョージ・クローガンのようなイギリス人交易業者がオハイオで事業を始めた時、フランスとこれに同盟する北部のインディアンがイギリス人を追い出した。1752年にマイアミ族のピッカウィラニー（現在のピクア）の集落を略奪することで始めた。フランスは1753年にオハイオ渓谷の軍事的占領を始めた。
バージニア人ジョージ・ワシントンによって1754年に行われたフランス人追い出しの試みは、フレンチ・インディアン戦争として植民地に知られる戦争の始まりとなった。これはヨーロッパでおよび世界中の植民地を巻き込んで行われたイギリスとフランスの大規模な戦争「七年戦争」の一部であった。1763年のパリ条約により、フランスはオハイオと古北西部の支配を放棄した。

### アメリカ独立戦争
イギリスがこの地域を軍事的に占領したことで1763年のポンティアック戦争を引き起こした。オハイオのインディアン種族はヘンリー・ブーケット大佐に率いられた武装遠征隊がオハイオに入って休戦をもたらすまでこの戦争への参戦を続けた。さらに1774年にオハイオに入った遠征隊は結果としてダンモアの戦争になった。
アメリカ独立戦争の間、オハイオの先住民族はどちらの側に付くかで二つに分かれた。例えば、ショーニー族の指導者ブルージャケットやデラウェア族の指導者バッコンガヘラスはイギリス軍の側に付き、コーンズトーク（ショーニー族）とホワイトアイズ（デラウェア族）は反乱を起こした植民地人と友好的なままであった。しかし、アメリカの開拓者達はしばしば友好的か敵対的かを区別しなかった。コーンズトークはアメリカの民兵に殺され、ホワイトアイズもその可能性がある。最も悲劇的な出来事の一つはオハイオで起こったグナーデンハッテンの虐殺だった。
独立戦争にアメリカが勝利すると、イギリスはオハイオとミシシッピ川までその西部にあった領土の領有権を放棄し、アメリカに割譲した。
連合会議が北西部条例を可決すると、オハイオの開拓がオハイオ会社の手によってマリエッタの設立から始まった。それはその家族が開拓者の第一世代から構成されるアメリカ独立戦争の退役兵の集団によって行われた。マイアミ会社（またはシムズ買収とも言われる）が南西部の開拓地を監督した。コネチカット土地会社が現在の北西オハイオにあったコネチカット西部保留地の開拓を管理した。移民はニューヨークおよび特にニューイングランドからやってきた。それらの地域では人口が増えて土地に対する需要が増加していた。大半の者はオハイオに荷馬車や駅馬車で来ており、時にはモホーク川をバージを使って旅した。最初に西部ニューヨークに入植した農民は、西部に土地が解放されていたので、その生涯で一度ならずオハイオに居所を移した。

### 北西部条例と北西部領土

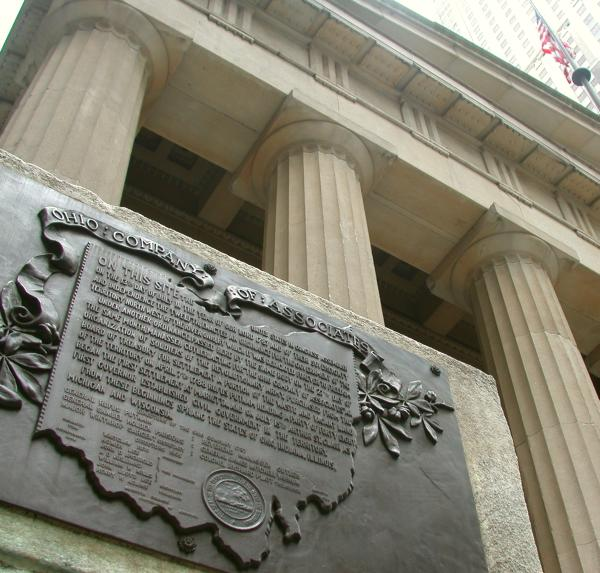
北西部条例の可決を記念する銘板。ローワーマンハッタンのフェデラル・ホール。

北西部領土のアメリカ人による入植は北西インディアン戦争で先住民族の抵抗に遭った。先住民族は1794年のフォールン・ティンバーズの戦いで結局アンソニー・ウェインに征服された。現在のオハイオ州の大半は翌年のグリーンビルの条約でアメリカ合衆国に割譲された。
アメリカ合衆国は1787年の北西部条例で北西部領土を創出した。この領土は奴隷制を合法化することが禁じられた（一旦州として成立すれば奴隷制を布くことが許されたが、実際にはそうならなかった）。中西部の州は自由州と呼ばれ、オハイオ川の南にできた奴隷州と呼ばれるようになる州とは対照をなした。北東部の州は次の2世代の間に奴隷制を廃止し、自由州は北部州とも呼ばれた北西部領土は元々オハイオ領土やイリノイ郡と呼ばれた地域を含んでおり、インディアナ準州が創られて、北西部領土はおよそ現在のオハイオ州とミシガン州ロウアー半島東半分の大きさに減らされた。

## 州昇格
オハイオの人口は1801年12月で45,000人となり、連邦議会は人口が急速に増加しており、オハイオは州になる道を歩んでいると判断した。その条件は領土が人口6万人を超えたときに州になるというものだった。議会は1802年に権限付与法を通過させオハイオが州になる行程を示した。住民は憲法制定会議に集まった。彼等は他の州の憲法から多くの規定を流用し、奴隷制は拒否した。
1803年2月9日、ジェファーソン大統領はオハイオの境界と憲法を承認する議会の法案に署名した。議会はオハイオを17番目の州とする公式の具体的決議案は通さなかった。現在のように議会が正式に州に昇格した日を宣言する習慣はルイジアナ州が18番目の州として認められた1812年が始まりだった。
公式の州昇格決議案は要求されなかったが、その手落ちが1953年になって発見され、オハイオ州選出の合衆国下院議員ジョージ・H・ベンダーが、オハイオ州の合衆国加盟の日を1803年3月1日に遡って決める法案を議会に提出した。古い州都チリコシーでの特別会期で、オハイオ州議会は新しい州昇格の請願を承認し、それは馬に乗ってワシントンD.C.に運ばれた。1953年8月7日（オハイオ州としては誕生150周年）、ドワイト・D・アイゼンハワー大統領がオハイオ州の合衆国加盟の日を1803年3月1日公式に宣言する法案に署名した。

### 米英戦争
オハイオ州は米英戦争の前線となった。辺境の開拓者達は、カナダにいるイギリスの代理人が敵対的インディアンの種族に特にライフル銃や弾薬のような武器を供給していると信じた。同時に、アメリカ合衆国とショーニー族の指導者テカムセに率いられたインディアン連合との間に古北西部での闘争、テカムセの戦争が始まった。テカムセは1812年にイギリスの公式の同盟者になった。1811年のウィリアム・ハリソンによるティッペカヌーの戦いでの勝利と、1813年のテカムセの敗北と戦死により、インディアンの戦力は衰えた。1815年以後、イギリスはもはやオハイオのインディアンと交易を行わず、軍需物資も与えなかった。
1835年、オハイオ州はミシガン州からトレド・ストリップについて異議申立を受けた。連邦議会はトレド市を含む土地をオハイオ州に渡した。その交換条件としてミシガン州はアッパー半島の多くを手に入れた。

## 南北戦争
オハイオ州の中心位置とその住民は南北戦争で重要な位置を占めた。オハイオ川は軍隊と物資の移動に重要な動脈となり、またオハイオの鉄道も同様な役割を果たした。オハイオ州は戦争中アメリカ陸軍の多くの上級士官を輩出した。この戦争は1世代以上にわたって重要だった。後にオハイオ州出身の退役軍人から5人のアメリカ合衆国大統領が出た。ユリシーズ・グラント、ラザフォード・ヘイズ、ジェームズ・ガーフィールド、ベンジャミン・ハリソンおよびウィリアム・マッキンリーである。

## 工業化
19世紀の大半、工業が急速に導入された。工場労働者は人々が以前は家庭内で作っていたものを工場で製造した。オハイオ州は多くの川があり、エリー湖に面していたので、水力の利用や商品の移動に便利だった。

### 自然資源
オハイオ州は19世紀には全米屈指の原油の産出量を誇った。岩塩も多く産出した。

## 1900年代

### 1912年の憲法制定会議
1912年、チャールズ・B・ガルブリーズを書記官として憲法制定会議が開催された。その結果は進歩主義時代の関心事を反映していた。憲法は署名運動と住民投票を導入し、議会には議会に起源のある法や憲法修正案を批准するための住民の投票に問題の解決を委ねる規定を加えた。ジェファーソン流民主主義の原則では、法律は1世代に1度見直されるべきであり、憲法は20年ごとのオハイオ州の一般投票に問題を提起することとした。問題は新しい憲法制定会議が必要かどうかということを問うている。この問題提起は1932年、1952年、1972年および1992年に行われたが、制定会議が必要という結論にはならなかった。その代わりに憲法修正条項が住民の請願と議会により数百回も提案され、大半は採択された。

### 研究文献
- Andrew R. L. Cayton. Ohio: The History of a People (2002)
- Knepper, George W. Ohio and Its People. Kent State University Press, 3rd edition 2003, ISBN 0-87338-791-0 (paperback),

### 二次史料
- Blue, Frederick J. Salmon P. Chase: A Life in Politics (1987)
- Beverley W. Bond Jr.; The Foundations of Ohio. Volume: 1. 1941. detailed history to 1802.
- Buley, R. Carlyle. The Old Northwest (1950), Pulitzer Prize winner
- Booraem V. Hendrick. The Road to Respectability: James A. Garfield and His World, 1844-1852 Bucknell University Press, (1988)
- Hurt, R. Douglas. The Ohio Frontier: Crucible of the Old Northwest, 1720-1830. Bloomington, Indiana: Indiana University Press, 1996. ISBN 0-253-33210-9 (hardcover); ISBN 0-253-21212-X (1998 paperback).
- Jensen, Richard. The Winning of the Midwest: Social and Political Conflict, 1888-1896 (1971)
- Jordan, Philip D.Ohio Comes of Age: 1873-1900 Volume 5 (1968)
- Stephen E. Maizlish. The Triumph of Sectionalism: The Transformation of Ohio Politics, 1844-1856 (1983)
- O'Donnell, James H. Ohio's First Peoples. Athens, Ohio: Ohio University Press, 2004. ISBN 0-8214-1525-5 (paperback), ISBN 0-8214-1524-7 (hardcover).
- Ratcliffe, Donald J.  The Politics of Long Division: The Birth of the Second Party System in Ohio, 1818-1828. Ohio State U. Press, 2000. 455 pp.
- Eugene Roseboom. The Civil War Era, 1850-1873, vol. 4 (1944), detailed general history
- Andrew Sinclair. The Available Man: The Life behind the Masks of Warren Gamaliel Harding 1965
- Richard Sisson ed. The American Midwest: An Interpretive Encyclopedia (2006)
- David D. Van Tassel and John J. Grabowski, eds. The Encyclopedia of Cleveland History (1987), also online
- David D. Van Tassel and John J. Grabowski, eds. Cleveland: A Tradition of Reform (1986)
- Francis P. Weisenburger. The Passing of the Frontier, vol. 3 (1941), detailed history of 1830s and 1840s
- Wheeler, Kenneth H. "Local Autonomy and Civil War Draft Resistance: Holmes County, Ohio" Civil War History, Vol. 45, 1999

### 一次資料
- Tom L. Johnson. My Story Kent State University Press, 1993
- Phillip R. Shriver, Jr. and Clarence E. Wunderlin. eds. Documentary Heritage Of Ohio (2001)